# Tipula (Trichotipula) mallophora
Tipula (Trichotipula) mallophora is een tweevleugelige uit de familie langpootmuggen (Tipulidae). De soort komt voor in het Palearctisch gebied.